# Leviatan
|  | Aquest article tracta sobre el monstre marí bíblic. Vegeu-ne altres significats a «Leviatan (desambiguació)». |

El Leviatan o Leviatà (en hebreu: לִוְיָתָן, Livyatan, Liwyāṯān, "cargolat") és un monstre marí bíblic al qual es fa referència a l'Antic Testament, que sovint és identificat amb Satanàs. El terme Leviatan s'ha tornat a fer servir sovint per designar forces incontrolables o criatures de grans proporcions.
El Leviatan és mencionat en cinc ocasions a l'Antic Testament. La més extensa és la dels capítols 41 i 42 del Llibre de Job, on es descriu el monstre amb detall. Se sol representar com un drac marí de gran força i dimensions que es recargola sobre ell mateix. Té una dentadura "terrorífica" i les seves escates semblen fileres d'escuts, una al costat de l'altra i dures com la pedra.
Com que al Llibre de Job tant el leviatan com el Behemot són descrits acompanyats d'altres animals reals, com lleons, isards i corbs, alguns estudiosos han plantejat que també fossin criatures existents. L'animal que s'ha intentat equiparar amb el Leviatan és el cocodril, que també és un animal aquàtic, amb escates i gran dentadura, tot i que en hebreu modern simplement significa "balena". També, a Job 41:10 es diu que els ulls del Leviatan són com "pupil·les de l'aurora", la qual cosa podria referir-se a la imatge dels ulls del cocodril sortint de l'aigua abans de la resta del cos. El problema més gran amb aquesta interpretació és que al mateix capítol de Job el Leviatan escup foc per la boca com un drac, i que en altres capítols de la Bíblia se li atribueixen característiques més fantasioses (com per exemple la de tenir diversos caps).
A més, el Leviatan es pot interpretar també com el mar mateix. Alguns erudits ho han entès com una referència bíblica metafòrica dels temibles animals marins que terroritzaren el regne d'Israel. Uns altres el comparen amb Tiamat i altres monstres similars que van representar el mar com a enemic dels Déus, en mites de cultures properes.

## Aparicions a l'Antic Testament
A la Bíblia hi ha sis referències al Leviatan: 
- Isaïes 27:1: "Aquell dia, el Senyor amb la seva espasa dura, gran i forta, actuarà contra el Leviatan, la serp esmunyedissa i tortuosa, i matarà aquest drac de la mar."[1]
- Salms 74:14: "Però tu, oh Déu, (...) vas trencar els caps dels monstres marins. Tu vas esclafar els caps de Leviatan, i vas convidar a menjar-se'l a un poble del desert."[2]
- Salms 104:26: "Mireu el mar, immens per totes bandes; són incomptables els animals que s'hi belluguen, des dels més petits fins als més grossos; tot navegant el solquen els vaixells, i el Leviatan, que creares per jugar-hi."[3]
- Llibre de Job 3:8 "Que els bruixots la maleeixin, ells que desvetllen el monstre Leviatan."[4]

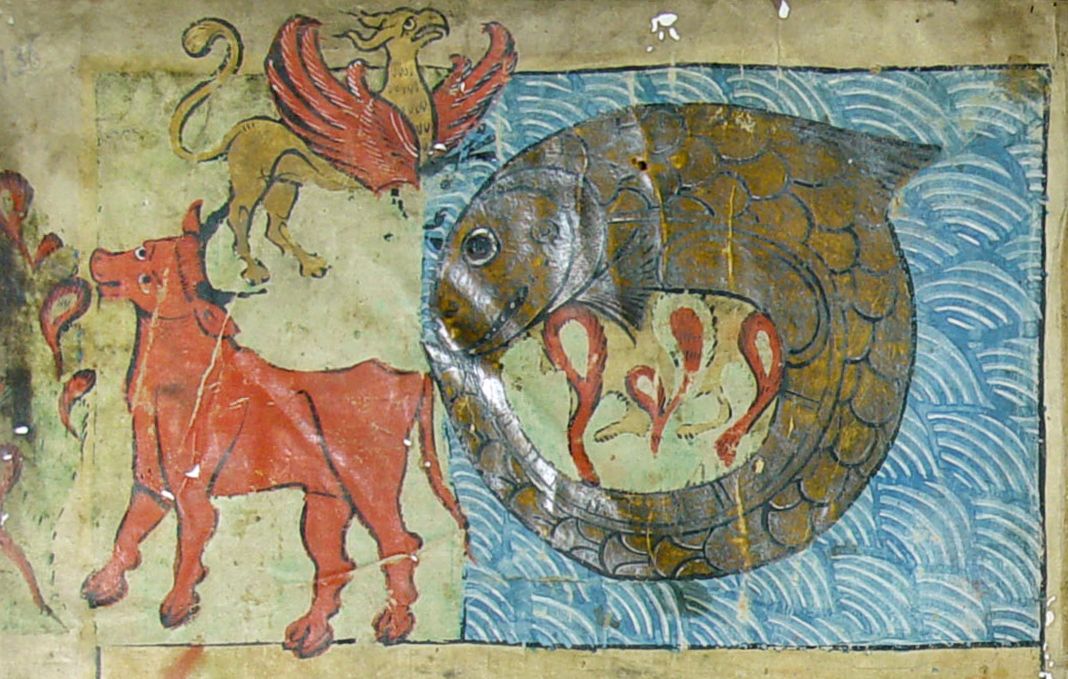
Leviathan (dreta), Behemot i Ziz. Imatge d'una bíblia de 1238

- Llibre de Job 40: 25,[5] 41:1-24: "Pots atrapar amb l'ham el Leviatan i subjectar-li la llengua amb el fil? Li passaries una corda pels narius, li foradaries amb garfis les maixelles? És que et suplicaria amb insistència i et diria paraules tendres? (...) El subhasten els pescadors, el venen a trossos els comerciants? Li crivelles la pell amb fitores o el cap amb un arpó? Posa-li la mà al damunt i, quan recordis aquest combat, no hi tornaràs! La certesa d'atrapar-lo és il·lusòria, només de veure'l, ja et desmaies. Ningú no gosaria provocar-lo! (...) fixa't encara en els seus membres, el seu vigor i la seva àgil construcció. Qui ha obert pel ventre el seu vestit? Qui penetra la seva doble cuirassa? Qui força els batents del seu musell encerclats de dents terribles? La seva esquena són fileres d'escuts comprimits i segellats, tan compactes l'un amb l'altre que ni l'aire no hi passaria. Ajusten tots entre ells, formen un bloc sense esquerdes. Els seus esternuts són cascades lluminoses, els seus ulls, pupil·les de l'aurora; del seu musell, en surten flamarades, en brollen espurnes de foc. Pels narius escup una fumada, com l'olla que arrenca el bull. El seu alè encén les brases, surt foc del seu musell. (...) Contra ell no hi valen espases, ni dards, ni fletxes, ni llances. Per a ell, el ferro es palla, i el bronze, fusta podrida. (...) Al seu darrere deixa un solc lluminós, una cabellera blanca enmig de l'oceà. (..) Planta cara a tots els arrogants, és el rei dels animals ferotges."
- Gènesi 1:21: "Déu creà grans monstres marins anomenats Tannimim" (tannin - תַּנִּין o tannim - תַּנִּים és un substantiu que pot ser traduït com un monstre del mar, cocodril o serp gegant, com hem dit abans, amb què es comparava el Leviatan).[6]

## Leviatan en la literatura rabínica
Segons la Midrash, el Leviatan va ser creat en el cinquè dia (Yalkut, Gènesi 12). Originalment Déu va crear un mascle i una femella, però, perquè la multiplicació de l'espècie no destruís el món, va matar la dona, i va reservar la seva carn per al banquet que es donarà als justos en l'adveniment del Messies. La seva història es relaciona bastant amb el "Bathra 74b" del Talmud, on es diu que el Leviatan serà mort i la seva carn serà servida com a banquet als justos en els temps que vindran.
La llegenda diu que al banquet, després del Armagedon, el cap del Leviatan serà servit com a menjar junt amb el Behemot i el Ziz.
En una llegenda gravada en un Midrash anomenada Pirk de-Rabbi Eliezer es diu que la balena que es va empassar Jonàs va evitar ser menjat pel Leviatan, que generalment es menja una balena cada dia.

## Interpretacions metafòriques
Alguns creuen que el Leviatan simbolitza la humanitat s'oposa a Déu, i per tant, que les bèsties que esmenten els llibres de Daniel i Apocalipsi s'han d'interpretar com metàfores. Aquesta interpretació prové de l'aparent ús de Leviatan en les escriptures hebrees (per exemple, Isaïes 27:1) per referir-se a una bèstia esmentada en la literatura d'Ugarit, una ciutat estat al nord de Síria. D'acord amb la religió cananea, el Leviatan era un enemic de l'ordre de la Creació i va ser assassinat pel déu cananeu Baal. Per tant, per als jueus antics, la paraula Leviatan es va convertir en sinònim dels que han combatut contra el regne de Déu. Aquest ús inclou especialment les nacions en guerra contra Israel, com Assíria i l'antic Egipte.
No obstant això, també s'ha dit que Leviatan era un diable que va ser nomenat per temptar els homes a cometre sacrilegi. Segons les escriptures del Pare Sebastian Michaelis, Balberith "dimoni que, es diu, va posseir la Germana Madeleine", va dir al sacerdot no només qui eren els altres dimonis que posseïen la monja, sinó també quins eren els sants especials que servirien per a oposar-se a ells. Leviatan va ser un dels dimonis nomenats per Balberith. Va dir, a més, que el seu adversari era Sant Pere.
En la literatura cristiana, el Leviatan ha estat utilitzat sovint com una imatge de Satanàs, que posa en perill tant les criatures de Déu, tractant de menjar la creació de Déu, amenaçant amb l'agitació en les aigües, el seu element nadiu. Una opinió similar va ser adoptada per  Sant Tomàs d'Aquino, qui va descriure Leviatan com el dimoni de l'enveja i el dimoni que és el primer a castigar els pecadors corresponents.
Com alguns han sostingut, és el mateix monstre que "Rahab", terme emprat diverses vegades en l'Antic Testament per a designar un poder malvat del Caos (Isaies 51:9).
Per això, s'ha cregut que el Leviatan bíblic representa les forces preexistents al caos. El Salm 74:13-14 diu: "eres Tu qui va moure el mar amb la seva força, i va trencar els caps dels monstres en les aigües; eres Tu qui va matar el Leviatan, i ho va servir com aliment per a les criatures de la Terra". I en Gènesi 1:2 llegim que "la terra era buida i no tenia forma, la foscor cobria tota la superfície i llavors l'esperit de Déu va emergir des de la profunditats del mar".
Leviatan també va ser associat amb la Boca de l'Infern, un animal monstruós amb una gran boca on desapareixen els condemnats en el judici final, en l'art anglosaxó vers el 800, i més tard a tot Europa.